# 1. FV Stahl Finow
1. FV Stahl Finow is een Duitse voetbalclub uit Finow, een deelgemeente van Eberswalde Brandenburg.

## Geschiedenis
De club werd in 1913 opgericht als FC Hellas 1913 Heegermühle. Nadat in 1928 de plaatsjes Messingwerk en Heegermühle fuseerden tot de gemeente Finow werd de naam Hellas Finow aangenomen. Nadat in 1933 arbeidersclub Fichte Finow verboden werd sloten de meeste leden zich bij Hellas aan.
Na de Tweede Wereldoorlog werden alle Duitse clubs ontbonden, de club werd opgericht als SG Finow. In 1950 werd het BSG-statuut aangenomen en de club nam de naam BSG Stahl Finow aan. In 1974 promoveerde de club voor het eerst naar de DDR-Liga en speelde daar twee seizoenen. In 1980 promoveerde Stahl een tweede keer maar behaalde met slechts vier punten enkel de rode lantaarn.
Na de Duitse hereniging werd de naam SV Stahl Finow aangenomen. De voetbalafdeling van de omnisportvereniging ging in de Verbandsliga Brandenburg spelen. Op 1 juli 2004 werd de voetbalafdeling zelfstandig onder de huidige naam.